# Bulbul tricolor
El bulbul tricolor (Pycnonotus tricolor; syn: Pycnonotus barbatus tricolor) és una espècie d'ocell de la família dels picnonòtids (Pycnonotidae). Habita zones amb arbres i ciutats de la major part del centre, est i sud-est de l'Àfrica subsahariana. El seu estat de conservació es considera no evaluat.

## Taxonomia
Segons la llista mundial d'ocells del Congrés Ornitològic Internacional (versió 13.2, juliol 2023) aquest tàxon tindria la categoria d'espècie. Tanmateix, altres obres taxonòmiques, com el Handook of the Birds of the World i la quarta versió de la BirdLife International Checklist of the birds of the world (Desembre 2019), el consideren una subespècie del bulbul comú (P. barbatus tricolor).